# Piper corylistachyopsis
Piper corylistachyopsis är en pepparväxtart som beskrevs av William Trelease. Piper corylistachyopsis ingår i släktet Piper och familjen pepparväxter. Inga underarter finns listade i Catalogue of Life.